# Gastronomia de Geòrgia
La gastronomia georgiana (en georgià: ქართული სამზარეულო, romanitzat: kartuli samzareulo) consisteix en tradicions, tècniques i pràctiques culinàries de Geòrgia. La cuina georgiana té un caràcter diferent, tot i que té algunes similituds amb diverses cuines nacionals del Caucas del Sud, l'Orient Mitjà i l'Europa de l'Est. Cada regió de Geòrgia té el seu propi estil de preparació dels aliments. Menjar i beure són parts importants de la cultura georgiana.
La cuina georgiana utilitza una gran varietat de carns, peixos i verdures, però el que la fa especial són ingredients com fruita seca, herbes, bitxo, llavors de magrana, diversos tipus de formatge i escabetx. Un condiment o salsa tradicional és el tkemali, fet amb prunes àcides. Però a més de menjar, Geòrgia és famosa pels seus vins i conyacs.
El primer que ofereix a un convidat a Geòrgia és khachapuri, una pastisseria farcida de formatge lleugerament salat. Després ve el lobio, un preparat amb mongetes fresques, tret de la beina, que és un plat sempre present a la taula georgiana. En un sopar d'amics, cada persona disposa d'un plat petit on es mengen les diferents delícies que sempre hi són; i la festa sempre dura molt de temps, amb molts “ànims” i cançons.
El pa sempre està present a la taula i el més tradicional és el shotis puri, amb forma de mitja lluna i cuit al forn vertical, el tone (equivalent al tandoori).
Una llegenda georgiana diu que quan Déu estava creant el món, va fer una pausa per menjar i va ensopegar a les muntanyes del Caucas, deixant caure part del menjar, fent que aquesta terra fos beneïda amb les restes del menjar celestial.